# 楊文意
杨文意（1972年1月11日—），上海人，中国女子游泳运动员。中国泳坛九十年代“五朵金花”辉煌时代成员之一，有“美人鱼”之称。

## 生平
杨文意6岁时进上海市体育运动俱乐部游泳班学习游泳，1984年入选上海市游泳队，1986年入选国家游泳集训队。杨文意在汉城奥运会就夺得50米自由泳银牌，在巴塞罗那奥运会女子50米自由泳比赛中以24秒79的成绩获得金牌，并打破自己保持的世界纪录。
退役后，杨文意拥有自己的“金意体育传播有限公司”，一方面举办体育赛事，另一方面开办“杨文意游泳俱乐部”，俱乐部位于上海闵行区。